# Rahi-Ilecki
Rahi-Ilecki (biał. Рагі-Ілецкі; ros. Роги-Илецкий, Rogi-Ileckij) – osiedle na Białorusi, w obwodzie homelskim, w rejonie homelskim, w sielsowiecie Markawiczy, nad Cieruchą.